# الدوري الصربي لكرة السلة للسيدات
الدوري الصربي لكرة السلة للسيدات (بالصربية: Прва женска лига Србије у кошарци) هو دوري كرة سلة احترافي للسيدات في صربيا تأسس في سنة 2006 يلعب فيه 12 فريقا. يعتبر فريق كرفينا زفيزدا الأكثر فوزا به برصيد 28 لقبا.

## وصلات خارجية
- الموقع الرسمي